# Dwór sołtysi w Opawie
Dwór sołtysi w Opawie (niem. Schloss Oppau) – zabytkowy dwór w Opawie – wsi w Polsce, w województwie dolnośląskim, w powiecie kamiennogórskim, w gminie Lubawka nad potokiem Opawa, lewym dopływem Bobru. 

## Historia
Renesansowy dwór  wybudowany z fundacji cystersów z Krzeszowa, obecnie stanowi budynek gospodarczy w ruinie, położony przy posesji nr 32. Obiekt pełnił wiele funkcji, m.in. karczmy sądowej i zajazdu. Poddasze wybudowane było w formie szachulcowej a okna obramowane w kamieniu. W sali sądowej ocalała empora. Dwór nakryty był dachem czterospadowym. W sieni nadproże z tarczą herbową z przedstawieniem kruka (atrybutu św. Benedykta), flankowaną rokiem MDLVIII (1558). Główny portal wejściowy zwieńczony półkoliście z architrawem zawierającym tarczę herbową z krukiem i cyframi roku 1558 po bokach. Między szponami znajdują się inicjały IVIK (opat Ian VI Cressavicus 1558–1567) . Powyżej tarczy płycina z sentencją w j. niem. :

Wer Got[t] vertrauet der hat wo[h]l gebauet 
 (Kto Bogu zaufa, ten dobrze zbuduje)

Kruk na tarczy